# Viana
Viana je město v autonomním společenství a zároveň provincii Navarra, nacházející se v severním Španělsku. Má okolo čtyř tisíc obyvatel. Je zde pohřben Cesare Borgia, syn Rodriga Borgii (Alexandra VI.). Narodil se zde Francisco Gonzalez de Ibarra, působící jako misionář v jižní Kalifornii v letech 1820 až 1840.
Město bylo založeno roku 1219 a v roce 1630 obdrželo městská práva. Původ názvu je odvozen z keltského kořene beann, což znamená „návrší“ a vztahuje se k nedalekému kopci Alto de los Bojes. Městem prochází Svatojakubská cesta, návštěvníky láká i množství dochovaných historických staveb, především kostel zasvěcený Panně Marii, založený ve 13. století. Hlavním odvětvím ekonomiky je vinařství (město patří k oblasti Rioja), většina lidí v produktivním věku dojíždí za prací do Logroña.
Většina obyvatel hovoří kastilsky, zhruba desetina uvádí, že se domluví také baskicky. Ve Vianě žijí i malé komunity přistěhovalců, převážně z Maroka a Rumunska.

## Partnerské město
- Francie – La Brède